# The City
The City ist eine Reality-TV-Fernsehserie des Senders MTV, die am 29. Dezember 2008 ihre Premiere hatte. Die Serie besteht aus zwei Staffeln und wurde mit dem Ende von The Hills ebenfalls beendet.
The City ist ein Spin-off von The Hills, das wiederum ein Spin-off von Laguna Beach – The Real Orange County ist. Whitney Port, die in The Hills eine der Hauptdarstellerinnen war, übernimmt in The City ebenfalls die Hauptrolle. Die Serie zeigt ihr Privat- und Berufsleben in New York City. Neben der TV-Ausstrahlung sind die Episoden auch auf den Webseiten von MTV abrufbar.
Als Spin-off von The Hills erreichte The City bereits mit der ersten Folge eine überdurchschnittliche Medienresonanz. So berichteten unter anderem The New York Times, Entertainment Weekly, New York Post, The New York Observer, People Magazine, New York Magazine und International Herald Tribune über die ersten Folgen und über den anstehenden Start der Serie.
The City ist die Umsetzung der Ankündigung von MTV, mehr auf Reality-TV zu setzen und weniger auf Musik. Die erste Folge erreichte eine Quote von 1,6 Millionen Zuschauern und damit über die doppelte Quote der Chart-Sendung TRL, die Ende 2008 nach zehn Jahren mit zuletzt 700.000 Zuschauern abgesetzt wurde.

## Entstehung und Produktionsdetails
Liz Gately, Executive Producer von The Hills und The City, gibt als einen Grund für eine neue Serie die steigende Popularität von Lauren Conrad in The Hills an. Es sei immer schwieriger geworden, private Momente zu finden und diese für eine Fernsehshow aufzuarbeiten. Lauren Conrad würde mit einem geschätzten Jahreseinkommen von 1,5 Millionen Dollar mittlerweile ein Leben führen, mit dem sich nur wenige ihrer Fans identifizieren könnten. Für Whitney Port, die ebenfalls in The Hills mitspielt, hätte gesprochen, dass ihr Privatleben in The Hills bisher kaum thematisiert wurde. Wesentliche Vorarbeit wurde dabei von der Geschäftsführerin Kelly Cutrone von Peoples Revolution, Whitneys Arbeitgeberin in The Hills, geleistet: Sie hat Whitney nach New York geholt und dort Aufträge von Diane von Fürstenberg beschafft. Das New York Magazine gibt an, dass die Erwähnung von Peoples Revolution und Diane von Fürstenberg beiden Firmen dienen würde, um ein jugendliches Publikum zu erreichen.
Die Dreharbeiten haben einige Monate vor dem Start der Serie angefangen. So wurden einige Szenen mit Olivia Palermo bereits im September 2008 gedreht. Die erste Ankündigung über eine neue Serie mit Whitney Port gab es im Juni 2008 vom Us Magazine.
Es werden mehrere Kamerateams eingesetzt, so dass auch kleinere Szenen von mehreren Perspektiven gefilmt werden können. Beispielsweise wurde eine kurze Szene mit der Ankunft von Whitney vor einem Club von zwei Kameras gefilmt, während zwei weitere im Club warteten.
Ähnlich wie die Vorgänger The Hills und Laguna Beach – The Real Orange County ist The City eine Reality-TV-Serie, in der die Handlung nicht wie üblich in Reality-TV-Serien mit schlichten Mitteln präsentiert wird. Stattdessen wird versucht, die Qualität von Serien mit einem Drehbuch zu erreichen. Für das New York Magazine führt die „glänzende“ Darbietung dazu, dass „niemand die Serie ansehen kann, ohne zu denken, dass es komplett inszeniert ist.“

## Besetzung

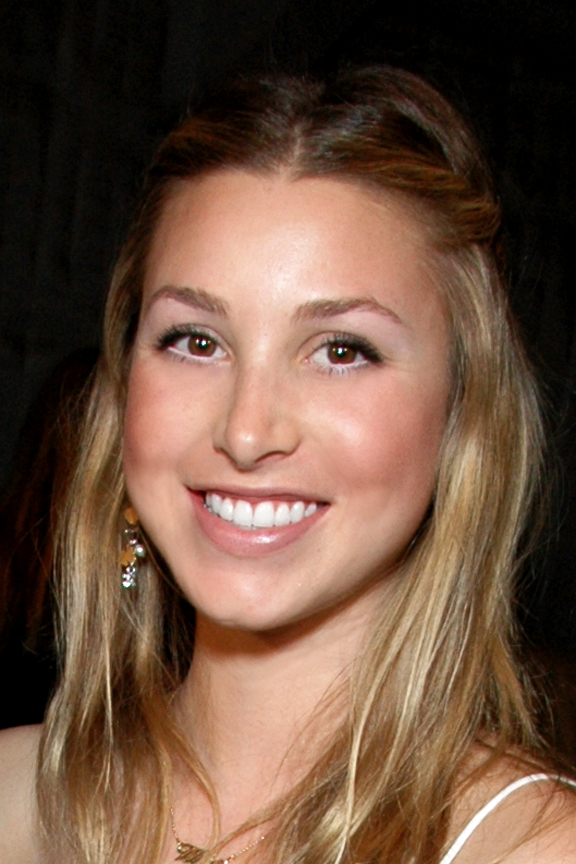
Whitney Port

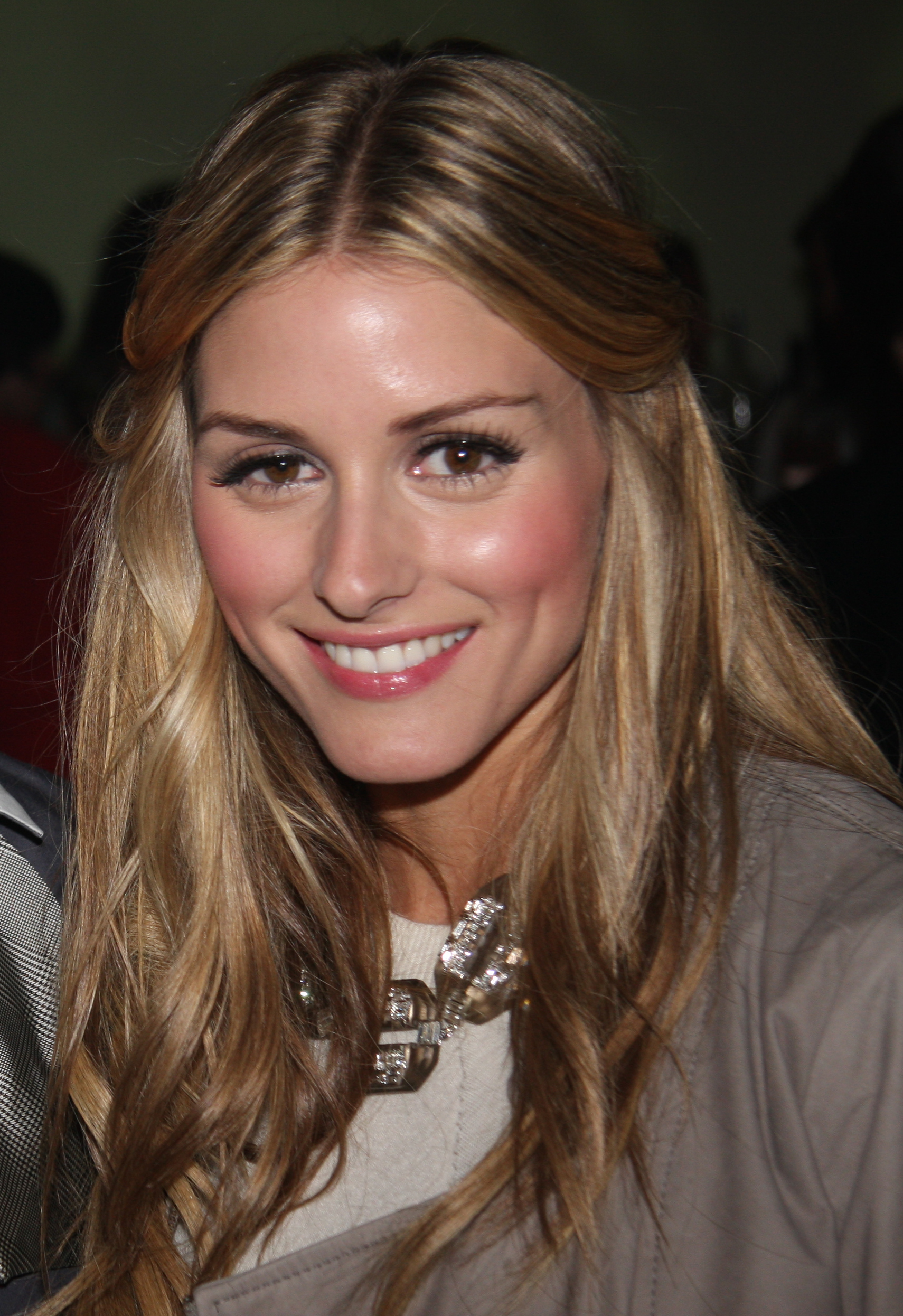
Olivia Palermo

Whitney Port spielte in den ersten vier Staffeln von The Hills eine der Hauptrollen zusammen mit Lauren Conrad.
Sie wurde am 4. März 1985 in den USA geboren. Sie hat insgesamt vier Geschwister: einen Bruder Ryan, und drei Schwestern, Paige, Ashley und Jade. Ihre Familie lebt in Los Angeles. Whitney studierte an der University of Southern California (USC). Im Sommer 2007 hat sie ihren Abschluss gemacht. Whitney absolvierte ein zweijähriges Praktikum zusammen mit Lauren Conrad bei Teen Vogue und danach arbeitete sie für People’s Revolution auch mit Lauren zusammen. Vor ihrer Zeit bei The Hills arbeitete sie als Praktikantin bei dem Magazin Women's Wear Daily. Im März 2008 brachte sie ihre eigene Mode-Linie Eve & A heraus.
Olivia Palermo ist eine Arbeitskollegin von Whitney bei Diane von Fürstenberg bis zur 13. Folge. Ab der 14. Folge arbeitet Olivia für das Elle Magazin.
Sie hatte sich zeitgleich mit MTV auch bei ABC für eine Reality-TV-Serie beworben. Als Grund für ihre Motivation sie gibt an, dass sie ihren Namen als Marke etablieren will.
Jay Lyon ist ein australischer Sänger und der Freund von Whitney bis zur 13. Folge.
Adam Senn ist ein Model und wohnt mit Jay in einer WG.
Erin Lucas ist eine Freundin von Whitney, die sie bereits aus Los Angeles kennt und mit der bis zur 13. Folge zusammen wohnt.
Roxy Olin ist eine Freundin von Whitney, die ab der 14. Folge den Platz von Erin Lucas einnimmt. Whitney wohnt ab dieser Folge mit Roxy zusammen statt mit Erin. Roxy Olin ist die Tochter von Ken Olin (Schauspieler und Produzent, z. B. von Brothers & Sisters) und der Schauspielerin Patricia Wettig.
Erin Kaplan ist eine Arbeitskollegin von Olivia beim Elle Magazin.
Kelly Cutrone ist die Vorgesetzte von Whitney Port bei People’s Revolution.
Joe Zee ist der Vorgesetzte von Olivia Palermo und Erin Kaplan beim Elle Magazin.

## Handlung

### Staffel 1
Folgen 1–13: Whitney kommt nach New York, um ihre neue Stelle bei Diane von Fürstenberg (DvF) anzutreten. Dort lernt sie ihre neue Kollegin Olivia Palermo kennen. Obwohl beide sich bemühen sich auch privat anzufreunden, scheitert dies im Laufe der Handlung an Olivias egoistischer Einstellung. So beansprucht Olivia gute Ideen für sich, auch wenn sie ursprünglich von Whitney stammten. Auch Whitneys Freund Jay, der bereits in The Hills zu sehen war, kommt mit Olivias „Upper-Class“-Attitüde nicht klar. Die Beziehung zu Jay scheitert letztlich an Jays Unehrlichkeit. Jay verheimlicht ihr, dass er sich mit einer alten Freundin trifft und dass er mehrere Monate mit seiner Band auf Tour gehen will.
Da Whitney neu ist in der Stadt, wohnt sie bei ihrer Freundin Erin Lucas, die sie aus Los Angeles kennt. Erin führt eine Fernbeziehung mit Duncan Davies und die Beziehung ist daher etwas problematisch. Whitneys Freund Jay wohnt mit Adam einem Model in einer WG. Es kommt zu einigen Streitigkeiten zwischen Adam und seiner Freundin Allie Crandell (eigentlich Alexandra Crandell), da Adam immer in Abwesenheit von Allie mit Jay und anderen Freunden auf Partys geht und dort andere Frauen anspricht.
Neben den Szenen mit Whitney ist Olivia mit ihrem Cousin Nevan Donahue zu sehen, der zurzeit bei Olivia eingezogen ist, weil er keinen Job hat.
Die ersten 13 Folgen haben noch einen längeren Vorspann untermalt mit der Musik von Pussycat Dolls, in dem Whitney, Olivia, Jay, Erin und Adam mit Namen vorgestellt werden. Ab der 14. Folge existiert nur noch ein sehr kurzer Vorspann, in dem Whitney kurz zu sehen ist.
Folgen 14–23: Ab der 14. Folge wurden neben dem Vorspann auch andere Dinge geändert. So sind fast alle Darsteller, bis auf Whitney und Olivia nicht mehr dabei. Whitney und Olivia arbeiten nicht mehr bei DvF. Whitney arbeitet wieder bei Kelly Cutrone, ihrer Arbeitgeberin bekannt aus The Hills. Sie versucht mit der Hilfe von Kelly ihre neue Modekollektion zu vermarkten. Gegen Ende der ersten 13 Folgen zieht Whitney in eine eigene Wohnung und wohnt dort ab der 14. Folge mit Roxy Olin zusammen, die auch mit Whitney in der gleichen Firma arbeitet. Roxy sorgt mit spontanen Aktionen für Aufregung.
Olivia arbeitet nun beim Elle Magazin. Ihr Vorgesetzter dort ist Joe Zee. Probleme gibt es mit ihrer Kollegin Erin Kaplan, die vor ihr beim Magazin war. Während Joe Zee von Olivias Geschmack bezüglich Accessoires überzeugt ist, hält Erin wenig von ihr, da Olivia andere ihr zugewiesenen Aufgaben halbherzig erledigt. In einigen Fällen muss Erin Olivias Aufgaben (wie Interviews) zu Ende bringen. Am Ende der Staffel machen beide Joe Zee klar, dass sie nicht mehr zusammenarbeiten können.

### Staffel 2
Die Serie wird ohne große Änderungen fortgesetzt. Im Vorspann sind nun neben Whitney auch Olivia, Erin und Roxy kurz zu sehen. Olivia ist nun bei Elle für ein Videoblog zuständig. So sollen sich Olivia und Erin weniger über den Weg laufen. Da sich Erins Meinung über Olivia kaum ändert, wird die Stimmung zwischen beiden im Laufe der Staffel nicht besser. Letztlich versucht Erin ihre Vorgesetzte davon zu überzeugen, dass eine Freundin von ihr besser zum Videoblog passen würde als Olivia. Jedoch ohne Erfolg, in der letzten Folge wird Olivia das offizielle Gesicht des Videoblogs.
Whitney zeigt ihre Kollektion auf einer Modeshow und versucht diese weiter zu vermarkten. Auch sie gerät mit Olivia aneinander, da diese nicht Whitneys Kollektion unterstützen will. Auf einer Modemesse in Miami gelingt es Whitney mit Roxy zusammen einige Teile ihrer Kollektion zu verkaufen. Allerdings führt der steigende Stress mit der Kollektion dazu, dass sich Whitney mit Roxy streitet, obwohl Roxy sie stets unterstützt. Roxy fängt daraufhin an, eine eigene Wohnung zu suchen. Zusätzlich spielt Whitney mit dem Gedanken, Kelly Cutrone zu verlassen und ihre Kollektion von einer anderen PR-Firma vermarkten zu lassen. An diesem Punkt endet die Serie.

## Kritiken
New York Magazine bezeichnet die erste Folge als ein „Reality-TV-Orgasmus“ und spricht auch von offensichtlich gestellten bzw. gekünstelten Szenen, wie die Unterhaltung beim ersten offiziellen Aufeinandertreffen von Whitney und Olivia im Büro oder die Unterhaltungen zwischen Whitney und ihrem Freund. Whitneys Job bei Diane von Fürstenberg wird als „Fake-Work“ bezeichnet, da laut anderen Mitarbeitern, Whitney fast gar nicht im Büro erscheinen würde.
Auch wurde in einigen Kritiken die klischeehafte Unterteilung von New York in „downtown“ und „uptown“ kritisiert. Nach Entertainment Weekly ein Klischee, das von der Serie Gossip Girl gepflegt wurde, aber nicht von MTV weitergeführt werden sollte. Weiterhin fragt Entertainment Weekly, wie man glauben soll, dass Whitney von ihren offiziellen PR-Gehalt Manolo Blahniks leisten kann. Die Antwort sei offensichtlich: Durch ihre Bereitschaft, die Verfolgung durch Kameras zuzulassen.